# Huta Stara A
Huta Stara A – wieś w Polsce położona w województwie śląskim, w powiecie częstochowskim, w gminie Poczesna.

## Historia
Huta Stara A została zakupiona przez osadników z Moraw w 1819 od księcia Bleszyńskiego Jana Trepki. Wieś leżała w Królestwie Polskim, w powiecie częstochowskim, w obwodzie wieluńskim, w województwie kaliskim, od 1837 roku w guberni kaliskiej Imperium Rosyjskiego. 
Według protokołu lustracji z 1845 roku kolonia miała 92 posesje. Istniała kaplica kryta gontem, władze nie udzieliły zgody na jej rozbudowę. Wśród 88 gospodarzy było 36 majstrów tkackich, którzy na ręcznych krosnach produkowali płótno, drelichy, kartony, chustki, fartuchy i płótna półbawełniane. W 1844 roku w Hucie Starej A wyprodukowano 4819 sztuk płótna (sztuka liczyła 60 łokci).  Piśmienni mieszkańcy kolonii posługiwali się przeważnie językiem niemieckim. 
Od 1867 roku miejscowość wchodziła w skład powiatu częstochowskiego w guberni piotrkowskiej.
Po odzyskaniu niepodległości przez Polskę wieś leżała w gminie Huta Stara, od 1931 w gminie Wrzosowa w powiecie częstochowskim w województwie kieleckim. 1 listopada 1920 roku we wsi miał miejsce duży pożar, spłonęło 80% zabudowy. 
Po wybuchu II wojny światowej została włączona do III Rzeszy. Znajdowała się w powiecie Blachownia w rejencji opolskiej w prowincji Śląsk (od stycznia 1941 roku w nowej prowincji Górny Śląsk). W dużym, ceglanym domu z 1913 roku, z którego wcześniej Niemcy wysiedlili właścicieli, znajdował się posterunek żandarmerii.
Po wojnie wieś należała do gminy Wrzosowa w powiecie częstochowskim w województwie kieleckim (od 1950 w katowickim). W latach 1975–1998 miejscowość administracyjnie należała do województwa częstochowskiego.

### Kopalnie rud żelaza
Wieś leży w Częstochowskim Obszarze Rudonośnym. W dwudziestoleciu międzywojennym we wsi znajdowały się kopalnie rud żelaza "Maszynowy I" i "Maszynowy II" należące do Towarzystwa Akcyjnego Zakładów Hutniczych "Huta Bankowa" w Poczesnej z siedzibą w Borku. Kopalnia Maszynowy I została uruchomiona w 1938 roku i była wówczas najnowocześniejszą kopalnią w regionie. Po II wojnie światowej działała kopalnia "Tadeusz", później przemianowana na "Tadeusz I" oraz kopalnia "Maszynowy II".

## Parafia rzymskokatolicka
W XIX wieku wieś podlegała parafii św. Zygmunta w Częstochowie. Obecnie parafianie wyznania rzymskokatolickiego podlegają pod parafię św. Jana Chrzciciela w Poczesnej. We wsi znajduje się kaplica filialna św. Marii Magdaleny.

## Oświata
Wieś leży w granicach obwodu Szkoły Podstawowej im. Kazimierza Wielkiego i Gimnazjum im. Jana Pawła II w Hucie Starej B. Znajduje się tutaj Przedszkole Publiczne.

## OSP Huta Stara A
We wsi działa jednostka OSP Huta Stara A założona w 1926 roku. W latach 1967–72 wybudowano budynek remizy strażackiej.

Galeria
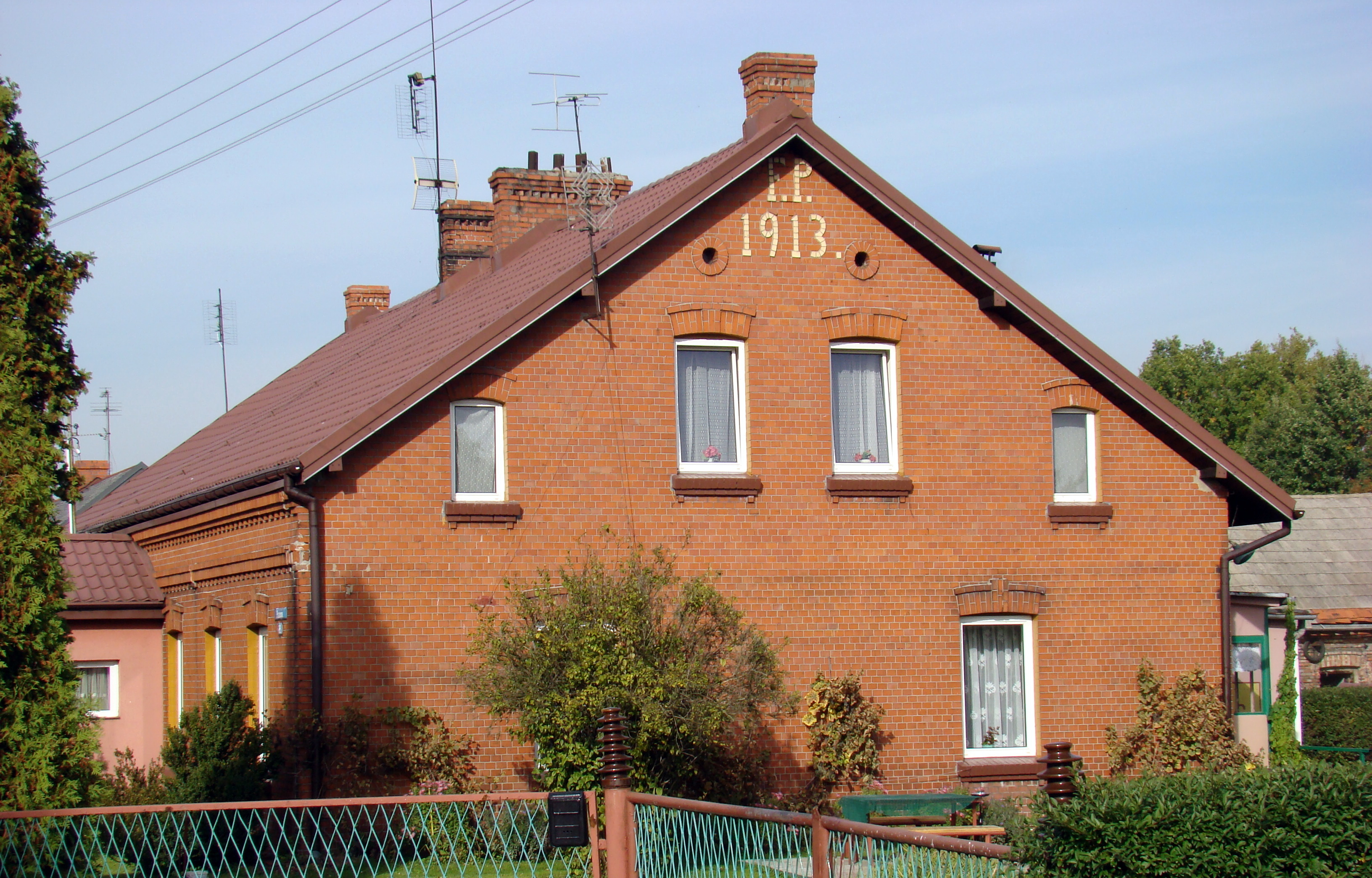
Budynek z 1913 roku, podczas II wojny światowej posterunek Gestapo